# Bagno di sangue di Linköping
Il Bagno di sangue di Linköping (svedese: Linköpings blodbad) del 20 marzo 1600 fu l'esecuzione pubblica per decapitazione di cinque nobili svedesi all'indomani della guerra contro Sigismondo (1598-1599), che portò alla deposizione de facto del re di Polonia e Svezia Sigismondo III Vasa come re di Svezia. I cinque erano consiglieri del cattolico Sigismondo o oppositori politici dello zio e avversario di quest'ultimo, il reggente svedese Duca Carlo.

## Detenzione, processo ed esecuzione
Re Sigismondo, figlio maggiore di re Giovanni III, aveva ereditato la corona da suo padre ed era stato incoronato legittimo re di Svezia dopo aver assicurato che non avrebbe agito per aiutare la causa cattolica in Svezia durante il crescente tumulto religioso della controriforma alla fine del XVI secolo. Ha violato l'accordo, scatenando la guerra civile in Svezia. Dopo aver cercato di gestire la situazione svedese da lontano, Sigismondo invase la Svezia con un esercito mercenario dopo aver ricevuto il permesso dal legislatore polacco, e inizialmente ebbe successo. Il punto di svolta della sua campagna svedese fu la battaglia di Stångebro il 25 settembre 1598, conosciuta anche come la battaglia di Linköping, dove Sigismondo rimase intrappolato in una posizione sfavorevole e dovette concordare una tregua con Carlo. Una delle condizioni di Carlo per la tregua era la consegna dei componenti del Riksråd da parte della fazione di Sigismondo. Sigismondo obbedì.
Il più importante tra questi senatori svedesi era il Cancelliere di Svezia, Erik Sparre. Sebbene Carlo non trattenne anche Sigismondo, lo costrinse ad accettare il Trattato di Linköping e ad accettare che la loro controversia sarebbe stata risolta da un futuro Riksdag degli Stati a Stoccolma. Sigismondo si ritirò nel porto di Kalmar, ma invece di salpare per Stoccolma, prese sua sorella Anna, partì per Danzica nella Confederazione polacco-lituana e non tornò mai più in Svezia. Carlo poi schiacciò la restante opposizione militare delle forze fedeli a Sigismondo e quei nobili che in precedenza avevano preso il controllo della Finlandia durante la guerra dei bastoni (Klubbekriget). Durante queste campagne, alcuni nobili furono processati, giustiziati o detenuti. Le esecuzioni, compreso il cosiddetto Bagno di sangue di Åbo, furono eseguite per decapitazione o impalamento, Carlo stesso giustiziò un figlio del suo avversario Clas Fleming.
Quando nel marzo 1600 un riksdag si incontrò a Linköping, Carlo, che nel frattempo era stato nominato sovrano onnipotente di Svezia e a cui era stata ripetutamente offerta la corona svedese, istituì un tribunale per processare i suoi restanti prigionieri. La corte, presieduta da Erik Brahe e dal conte Axel Leijonhufvud, era composta da 155 membri, con lo stesso Carlo che era il pubblico ministero. Furono processati sei nobili catturati a Stångebro e due nobili finlandesi catturati in seguito, tra cui Arvid Stålarm, che nel 1598 aveva intenzione di aiutare Sigismondo a Stångebro, ma interruppe l'azione quando il suo esercito aveva raggiunto Stoccolma dalla Finlandia solo dopo che Sigismondo aveva accettato la suddetta tregua. L'altro nobile finlandese, Axel Kurck, era già stato condannato a morte insieme a Stålarm in Finlandia, ma il verdetto era stato sospeso per processarli nuovamente a Linköping. Questi otto nobili furono infine condannati a morte, ma tre di loro furono graziati.
I nobili giustiziati pubblicamente sulla piazza del mercato di Linköping il 20 marzo 1600 furono:
1. Erik Sparre — Cancelliere di Svezia e senatore nel Riksens ständer (Riksdag degli Stati)
2. Ture Nilsson Bielke — senatore nel Riksens ständer
3. Gustaf Banér — senatore nel Riksens ständer e padre del feldmaresciallo svedese di Gustavo II Adolfo il Grande, Johan Banér
4. Sten Banér — senatore nel Riksens ständer
5. Bengt Falck — senatore nel Riksens ständer

## Conseguenze
Sigismondo, al quale fu permesso di tornare nella Confederazione polacco-lituana, non rinunciò al suo desiderio di riconquistare il trono di Svezia. Questo atteggiamento portò a una serie di guerre polacco-svedesi, culminate durante il regno di suo figlio, Giovanni II Casimiro di Polonia, con la gigantesca invasione svedese della Polonia nota come "il Diluvio", che pose fine all'età d'oro della Confederazione. Il 24 luglio 1599, il Riksens ständer (Riksdag) a Stoccolma detronizzò ufficialmente Sigismondo e nominò reggente Carlo IX Vasa, e l'unione polacco-svedese fu sciolta dopo appena sette anni di esistenza. Successivamente, Carlo IX di Svezia fu nominato dai Riksens ständer come il nuovo re di Svezia nel 1604, e la corona passò a Gustavo il Grande, che stabilì la sua prima reputazione come leader militare eccezionale nelle campagne durante i primi anni delle guerre polacco –svedesi. Indirettamente, il conflitto religioso in Svezia portò all'impero svedese quando Gustavo e i suoi generali divennero militanti nella causa dei protestanti nel Sacro Romano Impero.